# الرجل ذو القناع الحديدي (فلم)
الرجل في القناع الحديدي (بالإنجليزية: The Man in the Iron Mask) فيلم أمريكي بريطاني لراندل والاس، صدر في 13 مارس 1998.

## مُلخص الفيلم
تدور أحداث الفيلم في فرنسا تحت حكم الملك لويس الرابع عشر حيث كانت تُعاني فرنسا من الفقر الشديد بسبب حروب لويس الرابع عشر العسكرية؛ التي لاقت رفض شعبي له، ومن ثم أعمال الشغب والبلطجة؛ بسبب جوع الشعب فأرسل لهم لويس طعاماً فاسداً. لم يجد الشعب رداً مناسباً غير محاولة الهجوم علي قصر الملك فيمنعهم مستشار الملك ورئيس حرسه دارتانيان الذي كان الشعب يحبه ويحترمه؛ لأنهم كانوا يرون فيه مثال الرجل المحترم.
في الوقت الذي كان الشعب يتعذب فيه بسبب قلة الطعام، كان لويس يعيش حياة رغدة، مترفة، يأكل ويشرب وأيضاً يمتع جسده بعلاقاته مع السيدات حيث كان معروف في القصر بغرامياته الكثيرة وشدة حبه للنساء.
تدور أحداث الفيلم حول تقاعد كبار الفرسان لدي الملك وهم: آراميس (أصبح رئيس الطائفة اليسوعية)، وباتوس (الذي كان يقضي وقته في بيوت الدعارة ليلاً وتعددت علاقاته الغرامية)، وأتوس (الذي لديه ابن يُدعي راؤول وهو ضابط بجيش الملك)
يرتبط راؤول بفتاة تُدعي كريستين ويحبها ويحضر بها حفلة يُقيمها الملك؛ حيث يري لويس الرابع عشر كريستين فيعجب بها كثيراً، ويريدها لنفسه ولكنها مخطوبة ولكنه لم يجد طريقة للتخلص من خطيبها غير بإرساله إلى الحرب ويُرسل خطاب إلى رئيس كتيبته يطلب فيه بوضع راؤول في الصفوف الأمامية للحرب للتخلص منه والاستحواذ علي خطيبته كريستين. وفي النهاية ينجح لويس في مؤامرته ويموت راؤول. وتجتاح أتوس نوبة من الغضب العارم حيث أنه يعلم أن ابنه مات بسبب الملك؛ فيذهب إلى القصر مُحاولاً قتل الملك ويتصدي له الجنود ولكن دارتانيان يمنعهم ويقنعه بالعدول عن الأمر وانه سيحقق في الأمر ليري إذا كان الملك له يد في مقتل ابنه. ويذهب أتوس ويري أن دارتانيان صديقه خائن لأنه يقف في صف الملك ضد صديق عمره. ويسأل دارتانيان الملك ويجيبه بعدم علمه بالأمر، وفي نفس الوقت يرسل لويس مرسال لإصطحاب كريستين خطيبة راؤول إلى قصره؛ حيث يجهز لها غرفة خاصة بعشيقات الملك. لم تكن كريستين تعلم بمكيدة الملك التي دبرها لخطيبها ولكنها ظنت أنه يريد مساعدتها. تمكث كريستين بالقصر لدي الملك ويقيم معها علاقة. وقال الملك لها أنه بعث برسالة إلى قائد الكتيبة التي يخدم بها راؤول وطلب من قائد الكتيبة وضع راؤول في الصفوف الأخيرة.
يعلم الملك بمحاولة أتوس لقتله ويطلب من دارتانيان القبض عليه، ويطلب منه أيضاً البحث عن رئيس الطائفة اليسوعية المُتخفي، حيث أنه يحرض الشعب ضد الملك. يبدأ آراميس في جمع أتوس ودارتانيان وباتوس؛ لأنه يعد مكيدة ضد الملك لا يعملها أحد غيره للانقلاب على الملك. يرفض دارتانيان الاشتراك مع الفرسان الثلاثة أصدقاء عمره؛ حيث يرفض خيانة العهد وخيانة ولاءه للملك بالرغم من علمه من فساد لويس ونزواته.
يبدأ الفرسان الثلاثة التجهيز لخطتهم وبأوا تنفيذها بالرغم من عدم علم اثنان منهم لهدف الخطة أو ماهيتها. وكانت الخطة كالتالي: تخفي آراميس في زي كاهن يذهب في سجن تابع للمملكة كأنه يذهب لأخد اعترافات المساجين، ويذهب إلى سجين بعينه يرتدي قناع حديدي كأن يعلم بأمره من قبل، ويقوم بأستبداله بجثة ويُشعل النار في الزنزانة مُعللاً بذلك إصابة السجين بمرض خطير. وأخذ السجين في منزل بعيد. ويبعث حراس السجن بالقناع إلى الملك ويخبروه بموت السجين.
ينزع آراميس القناع عن السجين ويكتشف الفرسان أن السجين هم الأخ التوأم للملك لويس الرابع عشر. يدعي الفتي:فيليب. ويحكي آراميس لأتوس وباتوس قصة فيليب أن الملك لويس الثالث عشر والد فيليب ولويس بعد أن أنجبت له زوجته توأمان أخذ فيليب وأعطاه لآراميس وطلب منه إرساله لكاهن في منطقة نائية هو وزوجته ليقوما بتربيته. ولقد فعل الملك هذا رغبة منه في عدم إشعال حرب أسرية بين الأخوين عندما يحين الوقت لتولي أحدهم العرش. وعند تولي لويس الرابع عشر وعلمه بأمر أخيه يقوم بإخفائه خوفاً من إفصاح أمر أخيه ومُطالبته بالسلطة. ويبتكر القناع ليغطي به وجهه حيث أن وجهه هو ما سيكشفه. يضع لويس القناع لفيليب ويأمر آراميس بإرسال الفتي إلى السجن. والشيء الوحيد الذي يتذكره فيليب هو قدوم رجل بملابس سوداء (كان يقصد آراميس) ويضع له القناع ويقوم بسجنه.
في نفس الوقت تستلم كريستين رسالة لها من راؤول موجهة إلى القصر ويعتذر فيها عن حبه لها وعن تركه لها. تفهم كريستين من معني الرسالة أن راؤول كان يعلم أن الملك كان سيأخذ كريستين إلى قصره. فتبعث برسالة مختومة بختم الملك إلى قائد الكتيبة التي كان بها راؤول وتسأله فيها بصفتها الملك عن سبب موت راؤول فيراسلها قائد الكتيبة مًعللاً أن الملك طلب منه وضع راؤول في الصفوف الأمامية في الحرب والتي يكون ضحاياها مؤكدين.
يقوم الفرسان الثلاثة بتجهيز فيليب وتعليمه أسلوب وحياة الملك، ويشرحون له حياة الملك اليومية، وماذا يفعل حتى يحل فيليب محله؛ حيث سيقومون بأستبداله في الحفلة التنكرية التي يقيمها الملك. ويقوم الفرسان بالشرح لفيليب لمداخل ومخارج القصر حيث يجب أن يحل محل لويس بأي ثمن؛ إذ أن فساد لويس قد زاد عن حده. ويخبر آراميس والدة الملك عن خطتهم وتوافقهم حيث أنها كانت تعيسة بسبب ظلم طفلها الثاني وأرادت التكفير عن ذنبها في استبداله بأخيه. وفي الحفلة التنكرية يذهب الفرسان الثلاثة ومعهم فيليب ومهم القناع الذي كان فيليب يرتديه بالسجن. يُصاب لويس بحالة هيستيرية عندما يرى القناع بالحفل ويظن أنها تخيلات. ويأخد وقت من الراحة حيث يهجم عليه الفرسان الثلاثة ويستبدلوه بفيليب ويأخذون لويس من خلال الطرقات الخفية في القصر إلى الأسفل للهرب به. يعود فيليب إلى الحفلة مكان لويس.
ويكتشف دارتانيان المؤامرة عندما تأتي كريستين الحفل صارخة في الملك وتقول له أنها أكتشفت مؤامرته وانه المسؤول عن قتل خطيبها راؤول. ويفاجأ دارتانيان بسلوك لم يعهده في لويس حيث يجد الملك مُهتماً بكريستين ويعتذر لها عما فعله. يستشعر دارتانيان الخطر ويقوم بإطلاق الحرس في كل مكان في القصر. وعندها يجد الفرسان الثلاثة في طريقهم إلى الهرب بالملك. تحدث مواجهة بين حرس الملك والفرسان الثلاثة، ولم يستطع الحراس التغلب على الفرسان حيث أن الفرسان لهم تاريخ مُشرف وحافل بالانتصارات في الجيش الفرنسي. وكانوا معلمين ومُدربين لكل حراس الملك.
بعد إعادة الملك والقبض على فيليب. يتوسل فيليب أخاه ألا يعيده إلى القناع مرة أخرى ولكن توسلات أخيه لم تجدِ نفعاً حيث وضعه لويس في القناع الحديدي. ويفاجأ دارتانيان أن فيليب الأخ التوأم للويس. يُرسل لويس فيليب إلى سجن الباستيل. يشعر دارتانيان بالندم لأنه أطلق صراح لويس الوحش مرة أخرى الذي أصاب أخاه. وبعث دارتانيان برسالة إلى الفرسان الثلاية يُعلمهم بمكان لويس في السجن وأنهم يمكنهم تهريبه في وقت تبديل الحراسة الليلية. يساعد دارتانيان الفرسان الثلاثة في تهريب فيليب ولكنهم لم يستطيعوا الخروج من السجن حيث أن الملك كان قد أمر بمراقبة دارتانيان لأنه شك أنه سيقوم بمساعدتهم. عند خروجهم من السجن وجدوا الملك بكل حراسه في انتظارهم.
إنضم دارتانيان إلى صفوف الفرسان الثلاثة ومعهم فيليب ضد حراس الملك، ورفضوا تسليم فيليب إلى الملك. وتبادلوا إطلاق النار مع الحراس. وكانوا الحراس يطلقون النار رغماً عنهم؛ إطاعة لأوامر الملك فقط؛ فهم لا يستطيعوا إطلاق بنادقهم نحو الفرسان الأربعة حيث أن الفرسان الأربعة هم من علموا هؤلاء الجنود.
أُصيب دارتانيان عند محاولته الدفاع عن فيليب، واعترف لفيليب أنه والده وليس لويس الثالث عشر؛ حيث أنه أحب الملكة وأقام معها علاقة أثناء سفر الملك للحرب وحملت منه وأنجبت التوأم وظن الملك لويس أنهم ولداه. أقسم الضباط الذين كانوا موجودين في الحادثة على عدم التفوه بكلمة واحدة.
أنتهى الفيلم بموت دارتانيان واستبدال لويس بفيليب.